# Letra e espírito da lei
A letra da lei e o espírito da lei são duas maneiras possíveis de considerar regras ou leis. Obedecer à letra da lei é seguir a leitura literal das palavras da lei, enquanto seguir o espírito da lei é seguir a intenção do motivo pelo qual a lei foi aplicada. Embora seja comum seguir tanto a letra quanto o espírito, os dois são comumente referenciados quando estão em oposição. "Lei" originalmente se referia a um estatuto legislativo, mas no idioma pode se referir a qualquer tipo de regra. Seguir intencionalmente a letra da lei, mas não o espírito, pode ser alcançado por meio da exploração de tecnicalidades, brechas e linguagem ambígua.

## Pesquisa jurídica
A violação da intenção percebida da lei afeta os julgamentos de culpabilidade das pessoas, para além das violações da letra da lei, de tal forma que (1) uma pessoa pode violar a letra da lei (mas não o espírito) e não incorrer em culpabilidade, (2) uma pessoa pode violar o espírito da lei e incorrer em culpabilidade, mesmo sem violar a letra da lei, e (3) a maior culpabilidade é atribuída quando tanto a letra como o espírito da lei são violados. 

## Shakespeare

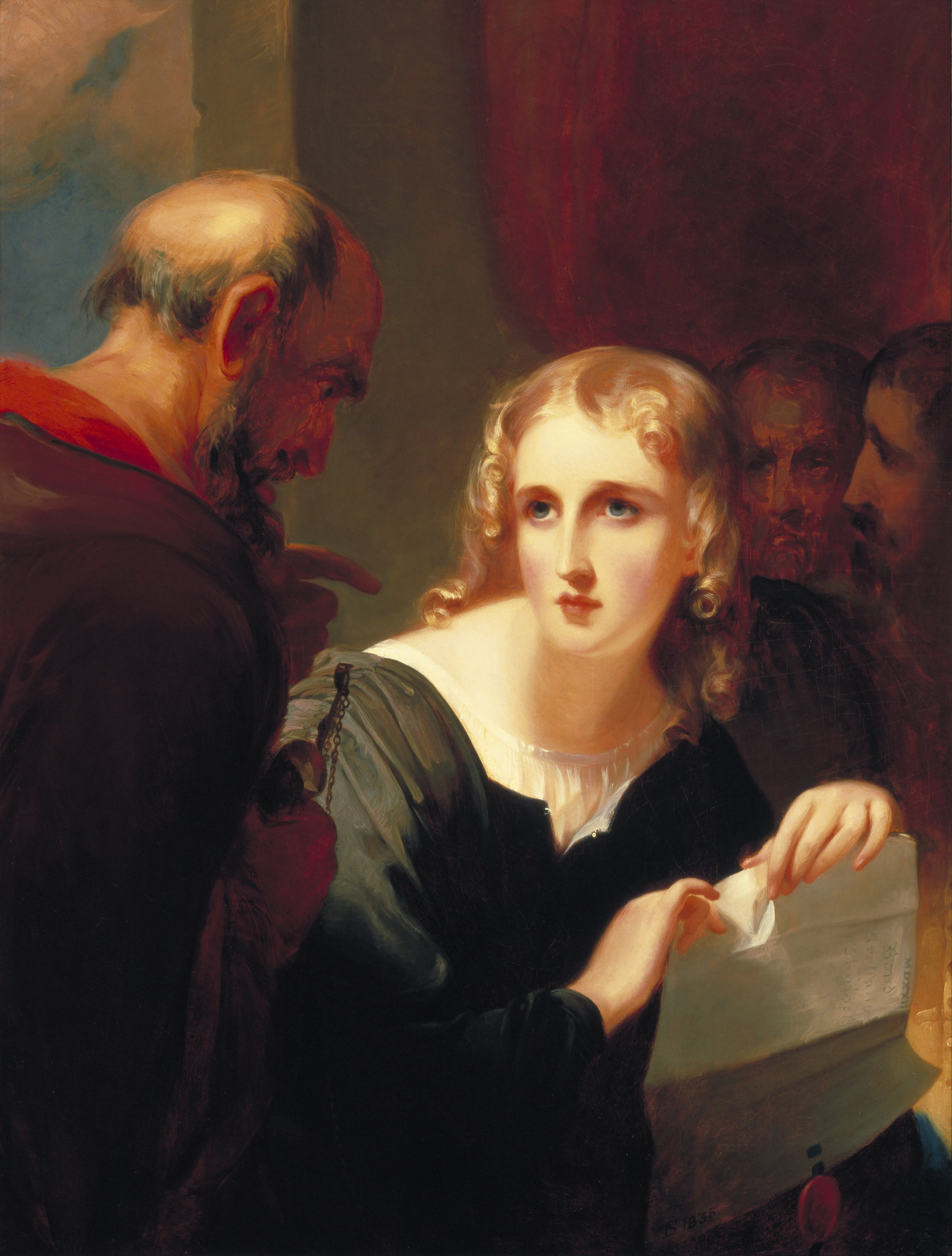
Pórcia e Shylock (1835) de Thomas Sully

William Shakespeare escreveu inúmeras peças que tratavam da antítese entre letra e espírito, quase sempre ficando do lado do "espírito", muitas vezes forçando os vilões (que sempre ficavam do lado da letra) a fazer concessões e remediar. Em um dos exemplos mais conhecidos, O Mercador de Veneza, ele introduz a discussão como um recurso de enredo para salvar tanto o espírito quanto a letra da lei. O agiota Shylock fez um acordo com Antônio de que, se ele não pudesse pagar um empréstimo, ele lhe daria uma libra de carne. Quando a dívida não é paga a tempo, Pórcia primeiro implora por misericórdia em um discurso famoso: "A qualidade da misericórdia não é forçada, Ela cai como a chuva suave do céu Sobre o lugar abaixo. É duplamente abençoada: Ela abençoa aquele que dá e aquele que recebe." (IV, i, 185). Quando Shylock se recusa, ela finalmente salva Antônio ao apontar que o acordo de Shylock com ele não mencionava sangue e, portanto, Shylock só pode ter sua libra de carne se não derramar sangue.

## Direito constitucional dos EUA
As interpretações da Constituição dos EUA historicamente se dividiram no debate "letra versus espírito". Por exemplo, na fundação, o Partido Federalista defendeu uma interpretação mais flexível da Constituição, concedendo ao Congresso amplos poderes, de acordo com o espírito do propósito mais amplo de alguns dos Pais Fundadores (incluindo, principalmente, os propósitos dos fundadores federalistas). Os federalistas teriam representado o aspecto "espírito". Em contraste, os democratas-republicanos, que defendiam um governo federal limitado, defendiam a interpretação estrita da Constituição, argumentando que o governo federal recebia apenas os poderes enumerados na Constituição, e nada que não fosse explicitamente declarado; eles representavam a interpretação da "letra".
A interpretação constitucional moderna divide-se nessas linhas. Os estudiosos da Constituição vivente defendem uma estratégia interpretativa espiritista, embora baseada em um espírito que reflete amplos poderes. Estudiosos originalistas ou textualistas defendem uma abordagem mais baseada em letras, argumentando que o processo de emenda da Constituição necessariamente exclui interpretações mais amplas que podem ser alcançadas por meio da aprovação de uma emenda.

## A Bíblia
A carta de São Paulo aos Coríntios do primeiro século (especificamente 2 Coríntios 3,6) refere-se ao espírito e à letra da lei. Embora não seja citado diretamente, o princípio é aplicado usando as palavras "espírito" e "letra" no contexto da visão legalista da Bíblia Hebraica. Este é o primeiro uso registrado da frase. 
No Novo Testamento, os fariseus são vistos como pessoas que colocam a letra da lei acima do espírito (Marcos 2,3–28, 3,1–6). Assim, "fariseu" entrou na língua como um pejorativo para alguém que faz isso; o Oxford English Dictionary define "fariseu" com um dos significados como "Uma pessoa de espírito ou caráter comumente atribuído aos fariseus no Novo Testamento; um legalista ou formalista". Os fariseus também são descritos como pessoas sem lei ou corruptas (Mateus 23,38); a palavra grega usada no versículo significa ilegalidade, e a palavra hebraica correspondente significa fraude ou injustiça. Entretanto, a palavra hebraica "Perushim", da qual "fariseu" é derivado, na verdade significa "separatistas", referindo-se ao seu foco nas necessidades espirituais em vez dos prazeres mundanos.
Nos Evangelhos, Jesus é frequentemente mostrado criticando os fariseus. Nem todos os fariseus, nem todos os judeus daquela época, eram legalistas. Embora a linguagem moderna tenha usado a palavra fariseu de forma pejorativa para descrever alguém que é legalista e rígido, essa não é uma descrição precisa de todos os fariseus. O argumento sobre o “Espírito da Lei” versus a “Letra da Lei” também fazia parte do diálogo judaico primitivo.
A Parábola do Bom Samaritano (Lucas 10, 25-37) é um dos textos do Novo Testamento que aborda esse tema. A passagem diz respeito a um diálogo entre Jesus e um "especialista na lei" ou "advogado". Conforme descrito no versículo 25 ("Um certo doutor da lei se levantou e, para experimentá-lo, perguntou: Mestre, o que devo fazer para herdar a vida eterna?"), a intenção do diálogo era induzir Jesus a fazer declarações contrárias à lei. Jesus responde fazendo a pergunta novamente ao doutor da lei, como se já tivesse conhecimento da lei ("O que está escrito na lei?" versículo 26). O doutor da lei cita Deuteronômio 6,5 "Amarás o Senhor teu Deus de todo o teu coração, de toda a tua alma, de todas as tuas forças e de todo o teu entendimento, e ao teu próximo como a ti mesmo.", NVI) e Levítico 19,18. A pergunta "Quem é meu próximo?", que se segue no versículo 29, é descrita como sendo feita com o objetivo de autojustificação.
É então que Jesus responde com a história de um homem espancado por ladrões que é ignorado por um sacerdote e um levita, mas depois resgatado e cuidado compassivamente por um samaritano. Sacerdotes e levitas eram israelitas cujas qualificações e deveres eram meticulosamente estabelecidos na lei mosaica (Levítico 10 e Números 5,8), enquanto os samaritanos eram descendentes de israelitas que se casaram com seus cativos babilônicos e estabeleceram uma seita com uma interpretação alternativa da Lei. Na história, tanto o sacerdote quanto o levita seguem fielmente as regras prescritas, mas não ajudam o viajante ferido, chegando até mesmo a atravessar para o outro lado da estrada para evitar possíveis violações das regras. O samaritano, cuja própria existência é baseada em uma refutação da lei judaica (especificamente aqueles livros bíblicos pós-Pentateucos que identificam o Monte Moriá como o local apropriado de adoração especificado em Deuteronômio 12; os samaritanos consideravam apenas o cânone do Pentateuco e adoravam Yahweh em seu templo no Monte Gerizim) vai além de simplesmente cuidar do homem ferido. Ele o leva para uma pousada e dá dinheiro para o cuidado do homem, promete e então realmente retorna para perguntar sobre o homem e pagar qualquer excedente incorrido. Jesus conclui perguntando ao doutor da lei qual dos homens era o “próximo” do viajante espancado, ao que a resposta foi “aquele que demonstrou compaixão”. Então Jesus lhe diz: "Vá e faça o mesmo".
De acordo com Jeremias, "as qualidades da nova aliança expostas sobre a antiga são: a) Ela não será quebrada; b) Sua lei será escrita no coração, não meramente em tábuas de pedra; c) O conhecimento de Deus não considerará mais necessário colocá-la em palavras escritas de instrução." De acordo com Lucas (Lucas 22,20 ), e Paulo, na primeira epístola aos Coríntios (1 Corintios 11,25), esta profecia foi cumprida somente através da obra de Jesus Cristo, que disse "Este cálice é a nova aliança no meu sangue, que será derramado por vocês." Cristo não veio para abolir a lei, mas para cumpri-la. Seu propósito era encorajar as pessoas a olhar além da "letra da lei" e enxergar o "espírito da lei"... os princípios por trás dos mandamentos e a intenção da lei.

## Jogando com o sistema
O jogo do sistema pode ser definido como o uso de regras e procedimentos destinados a proteger um sistema para, em vez disso, manipular o sistema para um resultado desejado. 
O primeiro uso documentado conhecido do termo "gaming the system" é em 1975.  De acordo com James Rieley, um consultor britânico de CEOs e autor, as estruturas nas empresas e organizações (políticas e procedimentos explícitos e implícitos, objetivos declarados e modelos mentais) impulsionam comportamentos que são prejudiciais ao sucesso organizacional a longo prazo e sufocam a concorrência.  Para alguns, o erro é a essência do jogo do sistema, em que uma lacuna no protocolo permite práticas erradas que levam a resultados não intencionais.
Embora o termo geralmente tenha conotações negativas, manipular o sistema pode ser usado para fins benignos, minando e desmantelando organizações corruptas ou opressivas. 

## Uso moderno
Durante a pandemia da COVID-19, o Primeiro-Ministro de Singapura, Lee Hsien Loong, instou os cidadãos de Singapura a cumprirem não só a letra das regras do Circuit Breaker, mas também o espírito que motivou a sua vontade de implementar essas regras. 